# REH
REH is een historisch merk van motorfietsen.
De bedrijfsnaam was: Motorradbau Ing. Richard Engelbrecht, Hamburg-Fuhlsbüttel.
Dit Duitse merk bouwde een klein aantal goede en mooie tweetakten met ILO-motoren van 173- tot 248 cc. De productie begon in 1948 en werd in 1953 beëindigd.